# Porte d'Espagne (Céret)
La porte d'Espagne est un élément des anciennes fortifications de la commune de Céret, dans les Pyrénées-Orientales.

## Situation
La porte d'Espagne est située en centre-ville, près de la place Picasso et dans le prolongement de la rue Danton.

## Historique
L'ancienne enceinte fortifiée de Céret est construite entre le XIIIe siècle et le XVe siècle.

## Architecture
La partie sud de la porte d'Espagne comprend une tour incluse dans le bâtiment de ce qui était jadis la Maison du patrimoine Françoise-Claustre et est devenu un musée de la photographie. La partie nord est constituée d'une deuxième tour et de deux arcades ouvertes dans l'ancien rempart. Une petite arche reliant les deux parties a été ajoutée à l'ère moderne.

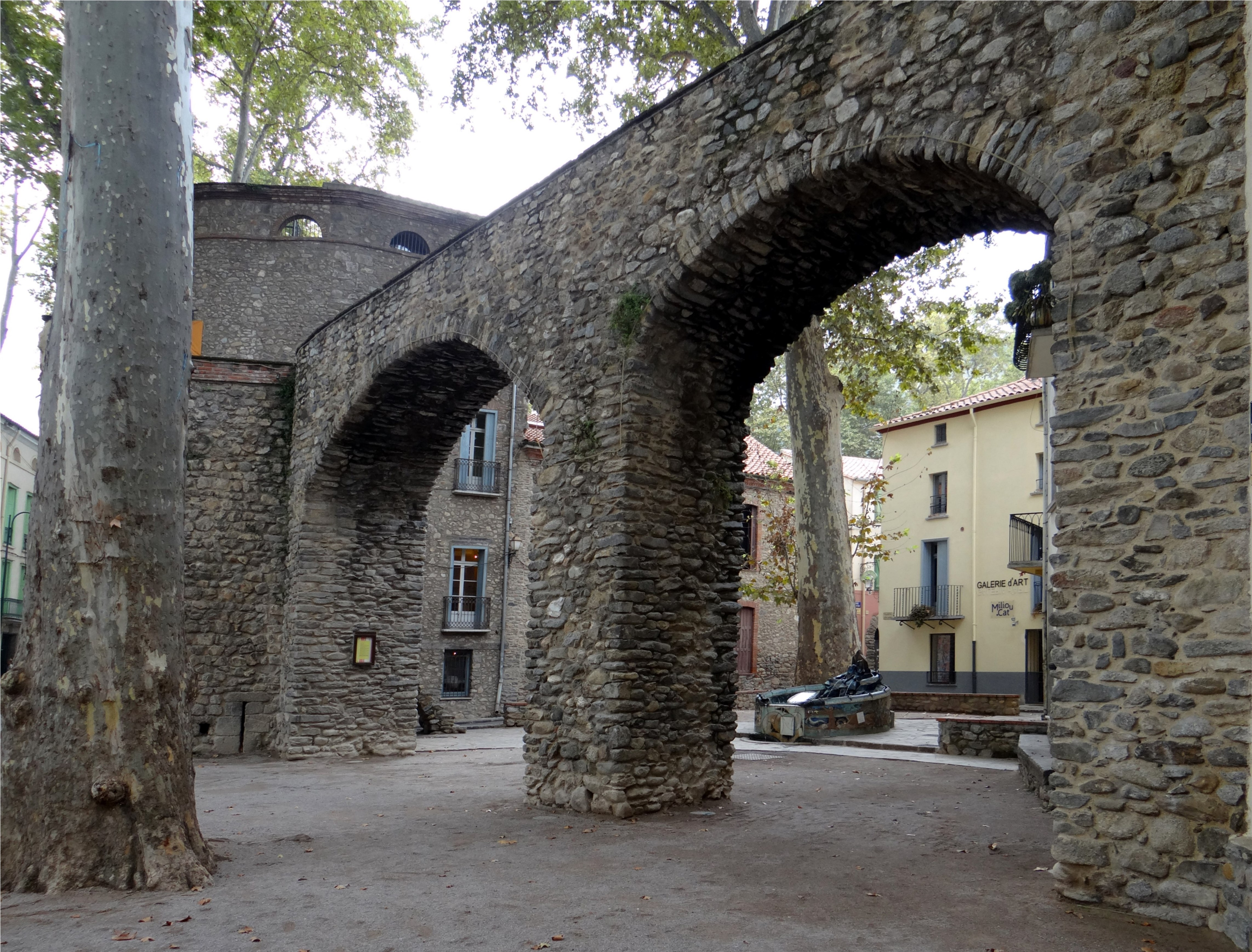
Les arcades vues depuis le boulevard.

## Protection
La porte d'Espagne est inscrite le 6 octobre 1944 à l'Inventaire des sites dont la conservation présente un intérêt général. La protection concerne les parcelles 727 et 729 de la section C (renommées depuis en 215 et partie de 262), décrites comme étant entourées de la place Rigaud (intra muros) et de la place Rivoli (sur le boulevard), aujourd'hui confondues sous le nom unique de place Picasso.